# Солодников, Геннадий Николаевич
Геннадий Николаевич Солодников (19 января 1933, п. Павловский, Уральская область — 24 марта 2014, Пермь) — советский журналист и писатель.

## Биография
Родился в 1933 году в поселке п. Павловском Уральской области.
В 1948 году в возрасте 15 лет поступил на гидротехническое отделение в Молотовское речное училище в городе Пермь.
На производственной практике курсантом был старшим лебедчиком на землечерпалке «Камская-19» в изыскательской партии. Первую практику проходил на военно-морской базе Поркалла-Удд. Полгода стажировался в Риге на гидрографическом судне «Траверз». После окончания училища в 1952 году год работал там заведующим гидротехнического кабинета.
Член ВЛКСМ с 1948 года, активный комсомолец, в 1954—1956 годах — второй секретарь Кагановичского (Дзержинского) райкома ВЛКСМ города Перми.
С 1956 года начал работать в журналистике, В 1958 году принят в Союз журналистов СССР, работал в разных пермских газетах: в 1956—1957 годах — корреспондент газеты «Лесник Прикамья», в 1957—1962 годах — литсотрудник, ответственный секретарь газеты «Молодая гвардия», в 1962—1963 годах — литературный сотрудник и завотделом информации пермской краевой газеты «Звезда», в 1963—1964 годах — заведующим отдела молодёжи газеты «Молодая гвардия».
В 1964—1966 годах, заочно окочнив отделение редакторского факультета Московского полиграфического института, работал редактором массово-политической литературы, старшим редактором художественной и детской литературы в Пермском книжном издательстве.
С 1965 года начал выступать как прозаик. Член Союза писателей СССР с 1966 года.
С 1971 по 2003 год жил в Чайковском и работал редактором единственной в городе газеты «Огни Камы».
Умер в 2014 году в Перми.

## Творчество
С юности Геннадия Солодникова влекла речная романтика и в дальнейшем стала темой творчества, его наставником ещё со времени учёбы в речном училище стал замначальника училища фронтовик Олег Константинович Селянкин, тогда начинающий писатель. С краткими очерками и рассказами выступал будучи журналистом в 1950-е годы.
Автор двенадцати книг, четыре из которых рассказывают о труде речников Камы, причем три из них написаны в Чайковском и были актуальны во времена расцвета Камского пароходства.
Дебютировал в 1965 году повестью «Ледовый рейс», затем последовали другие повести и сборники изданные в основном Пермским книжным издательством, но также выходившие отдельными изданиями в общесоюзных издательствах «Современник» и «Советская Россия».
Видный прикамский писатель, в 2020 году его биография и творчество вошло в книгу «Очерки о литературе» с рассказами о двенадцати литераторах, самых признанных авторах города Чайковского.